# 李汉金
李汉金（1951年—），广西容县人，汉族，中华人民共和国政治人物、第十一届全国人民代表大会广西地区代表。
毕业于中央党校经济管理专业，是中共党员。担任广西壮族自治区政协港澳台侨委员会副主任。2008年起担任全国人大代表。